# Greundiek
Le Greundiek est un ancien caboteur à voile et a moteur de 1928. Il est désormais un navire musée de l'association Alter Hafen Stade attaché au quartier maritime de Stade en Basse-Saxe.
Il est classé monument historique de Basse-Saxe .

## Historique
Le Greundiek a été construit en 1949 au chantier naval Rickmers (de) à Bremerhaven. Le lancement a eu lieu le 21 janvier 1950. Le navire a été livré le 28 février 1950 sous le nom d' Hermann-Hans. C'était le deuxième des quatre navires identiques et le seul à avoir survécu. Les trois autres navires s'appelaient Klaus Wilhelm, Leopard et Gretchen von Allwörden. Sa construction était toujours sous les restrictions du Conseil de contrôle allié après la Seconde Guerre mondiale. Le navire fut l'un des premiers navires construits en Allemagne après la Seconde Guerre mondiale et l'un des premiers navires civils en coque soudée. Le propriétaire du navire Hermann Behrens l'a nommé d'après ses deux fils morts à la guerre.

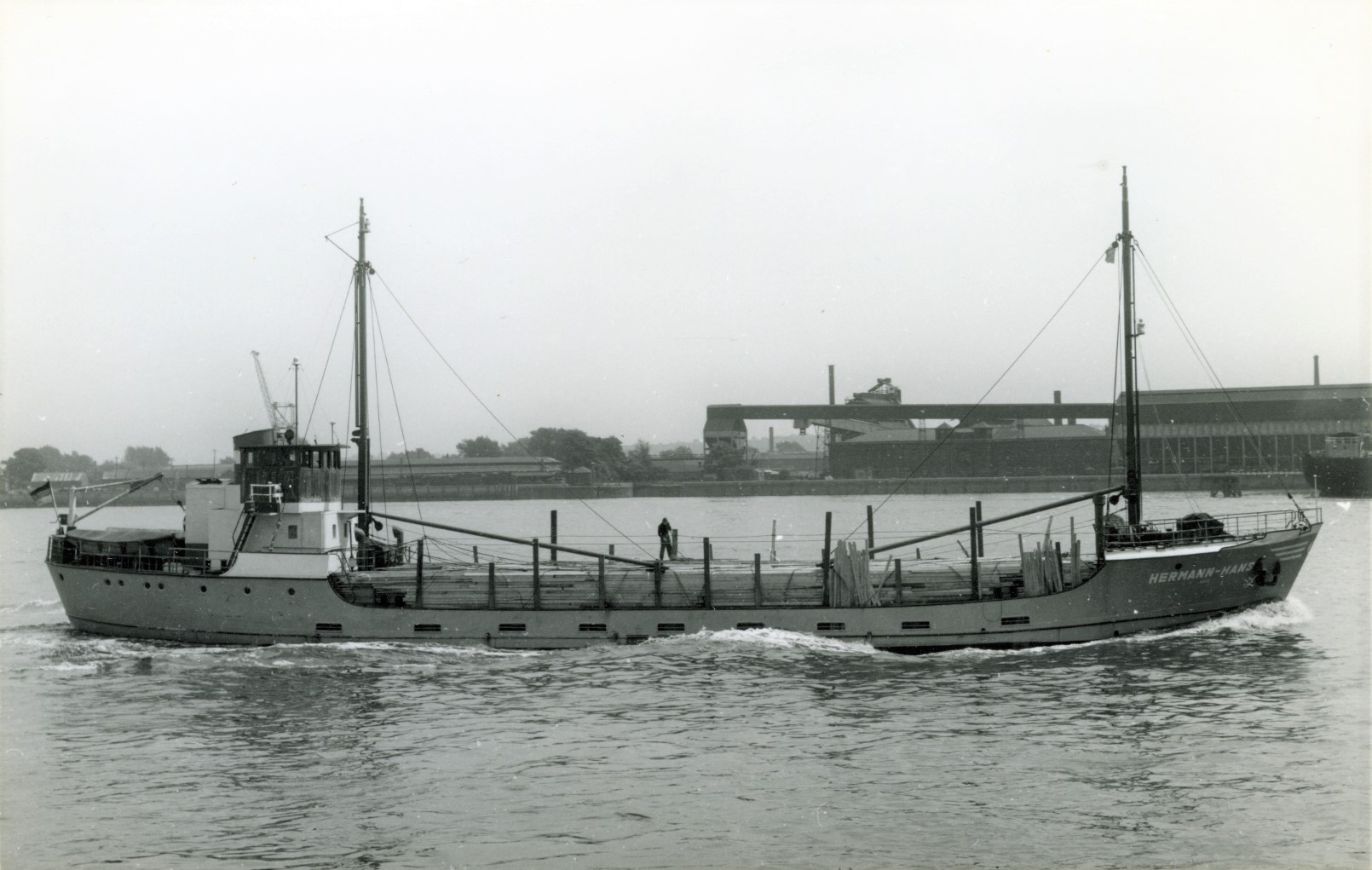
Hermans-Hans

Le 23 août 1951, le Hermann-Hans  a coulé au large de la côte sud du pays après une collision avec le cargo suédois Mjörn. Le navire a été renfloué la même année, puis réparé au chantier naval Beckmann à Cuxhaven. Le navire a également été allongé avant d'être remis en service en 1952.
En 1965, le Hermann-Hans a été vendu à Henry Dölling, qui a renommé le navire Rita Dölling d'après sa femme .
En 1986, l' Arrondissement de Stade achète le navire pour l'école de navigation de Grünendeich qui dispense à bord des cours de formation pour devenir mécanicien de navires. Le navire a été renommé sous le nom de lieu en Bas allemand Greundiek  en restant à quai dans l'embouchure du Lühe (de) derrière le barrage. Lorsque la formation en génie mécanique a été transférée de l'école nautique à l'Université des sciences appliquées de Hambourg, le navire n'était plus nécessaire pour la formation pratique.

## Spécifications techniques
Le navire est propulsé par un moteur V6 diesel à quatre temps du constructeur Deutz AG d'une puissance de 250 cv. Le moteur, qui démarre à l'air comprimé, agit sur une hélice. Un générateur diesel est disponible pour la production d'électricité, dont le moteur peut également entraîner les pompes de ballast et de la cale par un compresseur d'air pour remplir les bouteilles d'air nécessaires au démarrage du moteur . 
Le navire a deux cales et possède deux flèches pour la manutention de la cargaison, qui étaient fixées aux deux mâts devant et derrière les deux écoutilles . 

### Préservation

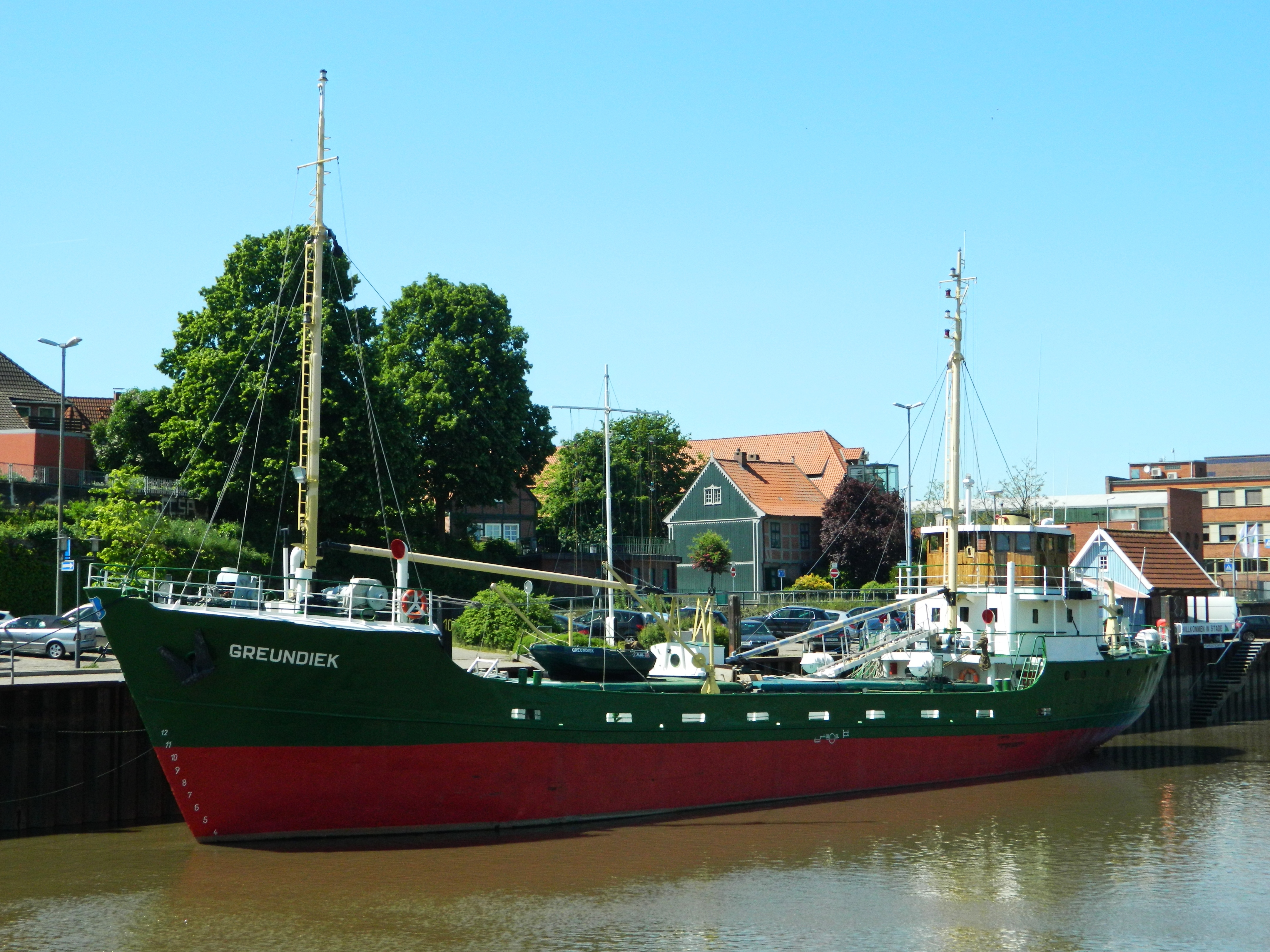
Greundiek en 2012

En 1994, l'association Alter Hafen Stade e.V. acquiert le Greundiek. Après des travaux de réparation initiaux au quai du Norderwerft de Hambourg, le navire a été amarré dans le port de Stazde le 22 avril de la même année. Là, il a été restauré jusqu'en 2000 et remis en état de marche .
Le navire, qui a été en grande partie conservé dans son état d'origine, est inscrit en tant que monument culturel technique (Kulturdenkmal) dans le registre des monuments culturels de Basse-Saxe . Fin janvier 2003, l'association Alter Hafen e V. a décerné le prix d'État de la Fondation Sparkasse de Basse-Saxe pour la préservation des monuments par la restauration du navire. 
Le bateau-musée est utilisé pour toutes sortes d'événements et pour des excursions sur l'Elbe et dans la région de la mer Baltique. Le navire est approuvé pour les voyages côtiers .